# Eskişehir

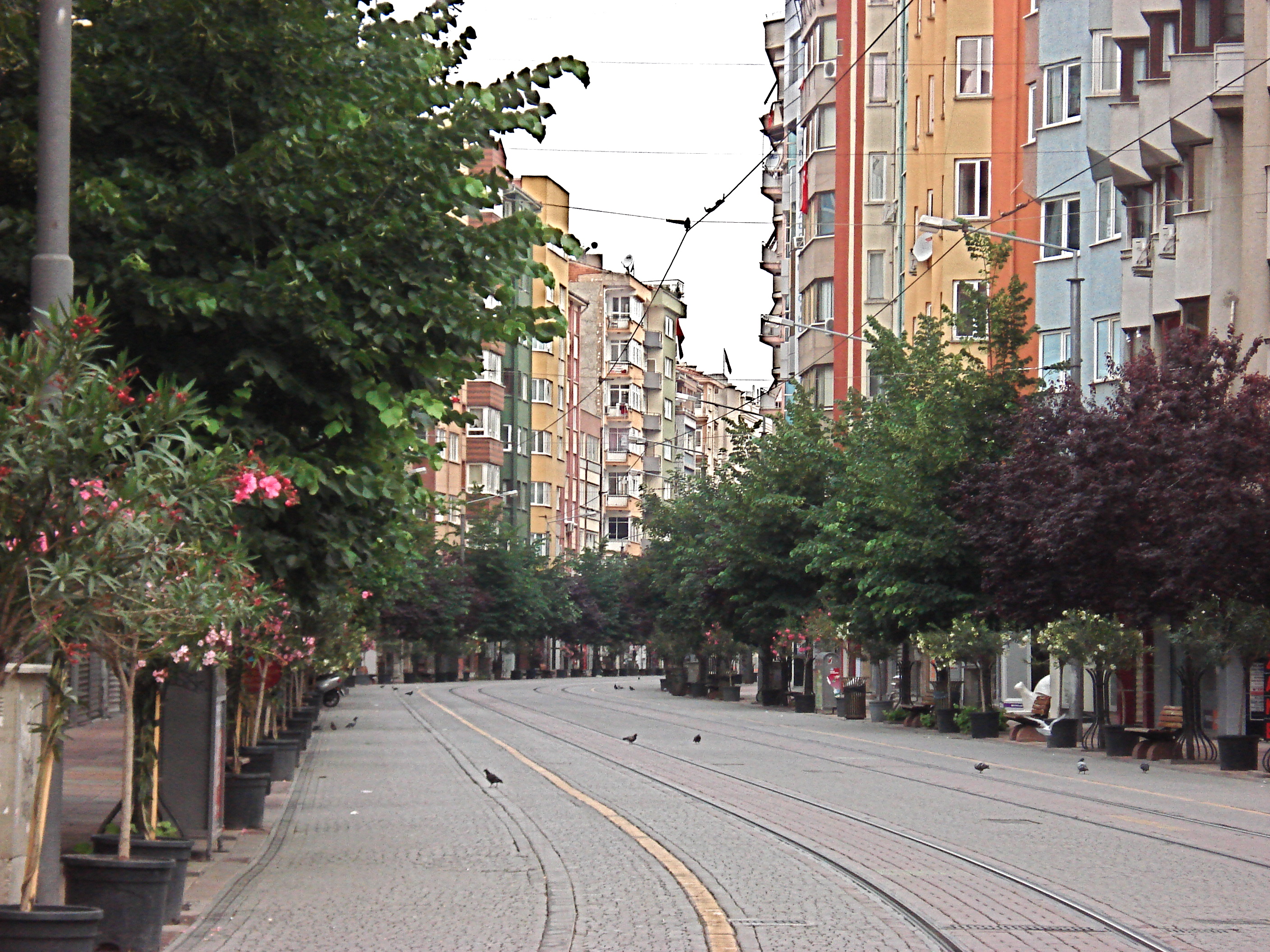
Doktorlar Caddesi

Eskişehir (türkisch für alte Stadt; deutsch, veraltet: Eski-Schehir;  griechisch, in Antike und byzantinischer Zeit: Δορύλαιον, Dorylaion) ist eine türkische Stadt in Zentralanatolien mit fast 790.000 Einwohnern (2020). Die Hauptstadt der gleichnamigen Provinz ist seit 1993 zugleich eine Großstadtkommune (Büyükşehir belediyesi). Sie liegt etwa 200 Kilometer westlich von Ankara und 180 Kilometer südöstlich von Istanbul.

## Geografie
Die Hauptstadt der Provinz liegt in deren Nordwesten und grenzt (betrachtet man die beiden 2008 entstandenen Kreise als eine Einheit) extern an die Provinzen Bilecik im Nordwesten und Kütahya im Südwesten. Interne Nachbarn sind İnönü im Westen, Mihalgazi und Sarıcakaya im Norden, Alpu im Osten, Mahmudiye im Südosten sowie Seyitgazi im Süden. Die Stadt nimmt mit etwa 2.500 km² rund 18 % des Territoriums der Provinz ein, stellt aber fast 90 % ihrer Einwohner.

### Klima
Eskişehir ist geprägt durch kontinentales Klima mit kalten, schneereichen Wintern (Durchschnittstemperatur ~0 °C) und heißen, trockenen Sommern (Durchschnittstemperatur ~22 °C). Zwar fällt Niederschlag das ganze Jahr hindurch, doch ist eine ausgeprägte Trockenphase in den Sommermonaten feststellbar. Nach Köppen lässt sich der Standort als semiarides Steppenklima beschreiben (BSk).
Mitte August 2023 wurde an der Wetterstation mit 49,5 °C ein neuer Temperaturrekord für die Türkei gemessen, der bis zum 25. Juli 2025, als in Silopi 50,5 °C gemessen wurden, Bestand hatte.
|                        | Jan  | Feb  | Mär  | Apr  | Mai  | Jun  | Jul  | Aug  | Sep  | Okt  | Nov  | Dez  |   |       |
| Mittl. Temperatur (°C) | −0,1 | 1,5  | 5,4  | 9,9  | 14,8 | 18,9 | 21,9 | 21,9 | 17,5 | 12,1 | 5,8  | 1,7  | ⌀ | 11    |
| Mittl. Tagesmax. (°C)  | 3,9  | 6,8  | 12,1 | 17,0 | 22,2 | 26,5 | 29,9 | 29,8 | 26,1 | 20,2 | 12,6 | 6,1  | ⌀ | 17,8  |
| Mittl. Tagesmin. (°C)  | −4,0 | −3,4 | −0,8 | 2,8  | 7,2  | 11,0 | 13,6 | 13,6 | 9,1  | 5,0  | 0,0  | −2,0 | ⌀ | 4,4   |
|                        |      |      |      |      |      |      |      |      |      |      |      |      |   |       |
| Niederschlag (mm)      | 33,0 | 28,2 | 29,9 | 44,1 | 42,3 | 24,2 | 15,0 | 11,2 | 17,2 | 35,0 | 33,4 | 42,4 | Σ | 355,9 |
|                        |      |      |      |      |      |      |      |      |      |      |      |      |   |       |
| Sonnenstunden (h/d)    | 2,6  | 3,9  | 5,3  | 6,4  | 8,2  | 9,9  | 11,3 | 10,3 | 8,7  | 6,1  | 4,5  | 2,4  | ⌀ | 6,6   |
|                        |      |      |      |      |      |      |      |      |      |      |      |      |   |       |
| Regentage (d)          | 9,0  | 8,6  | 8,8  | 8,3  | 7,2  | 4,8  | 2,4  | 2,1  | 3,3  | 6,3  | 6,8  | 9,4  | Σ | 77    |

| −4,0 |

| −3,4 |

| −0,8 |

| 2,8 |

| 7,2 |

| 11,0 |

| 13,6 |

| 13,6 |

| 9,1 |

| 5,0 |

| 0,0 |

| −2,0 |

| −4,0 |

| −3,4 |

| −0,8 |

| 2,8 |

| 7,2 |

| 11,0 |

| 13,6 |

| 13,6 |

| 9,1 |

| 5,0 |

| 0,0 |

| −2,0 |

## Geschichte
Die Stadt Eskişehir wurde im ersten Jahrtausend v. Chr. am Fluss Porsuk von den Phrygern gegründet und liegt an einer der wichtigsten Kreuzungen Anatoliens. Sie hat eine lange hethitische, phrygische, römische, byzantinische und osmanische Geschichte.
In der Schlacht von Dorylaeum besiegten 1097 die Ritter des Ersten Kreuzzugs ein Heer der Rum-Seldschuken und erzwangen damit den ungehinderten Weitermarsch nach Syrien. In jüngerer Zeit wurden viele Tataren angesiedelt. Im türkischen Befreiungskrieg 1918 gab es einige Gefechte um die Stadt. 1980 wurde in Eskişehir der Politiker und Bürokrat Gün Sazak getötet; dies führte zu Unruhen und dem Pogrom von Çorum.
2008 wurde durch das Gesetz Nr. 5757 der hauptstädtische zentrale Landkreis (Merkez İlçe) in zwei Kreise geteilt: den südlicher gelegenen, etwas kleineren Landkreis Odunpazarı und den nördlicheren Kreis Tepebaşı. Hierbei kam es zu folgenden Änderungen:
- 53 der 97 Mahalle des zentralen Landkreises kamen zu Tepebaşı, 42 zu Odunpazarı (2 wurden vermutlich aufgelöst);
- 40 der 81 Dörfer (Köy) kamen zu Tepebaşı, 41 zu Odunpazarı;
- Die Belediye Gündüzler (Ende 2007 1.315 Einw.) behielt ihre Selbständigkeit im Kreis Tepebaşı, während die anderen drei Belediye (Çukurhisar 3.833, Muttalip 6.750 und Sakarıılıca 531 Einw. — Zum Vergleich: Tepebaşı 245.901 und 324.924 Einw.) in die (Kreis-)Stadt Tepebaşı eingegliedert wurden.

Durch die Aufteilung der Stadt Eskişehir existiert diese danach als Ganzes nicht mehr und erscheint auch in den Statistiken (des TÜIK) nicht mehr.

## Bevölkerung

### Bevölkerungsentwicklung

#### Volkszählungsergebnisse
Nachfolgende Tabelle gibt Auskunft über die Entwicklung der Einwohnerzahlen von Stadt (Şehir), Landkreis (İlçe Merkez) und Provinz (İl) Eskişehir. Die Zahlen wurden den als PDF-Dateien veröffentlichten Ergebnisse der Volkszählungen der angegebenen Jahre entnommen, abrufbar über die Bibliothek des TURKSTAT (TÜİK).
| Jahr | Provinz | Landkreis | Landkreis | Stadt | Stadt   |
| Jahr | absolut | proz.     | absolut   | proz. | absolut |
| ---- | ------- | --------- | --------- | ----- | ------- |
| 1927 | 154.195 | 52,89     | 81.556    | 39,36 | 32.103  |
| 1935 | 183.205 | 56,36     | 103.252   | 45,56 | 47.045  |
| 1940 | 206.794 | 58,94     | 121.883   | 49,84 | 60.742  |
| 1945 | 244.251 | 61,63     | 150.531   | 53,17 | 80.030  |
| 1950 | 276.164 | 63,41     | 175.107   | 51,33 | 89.879  |
| 1955 | 323.511 | 58,00     | 187.629   | 10,71 | 20.092  |
| 1960 | 368.827 | 56,68     | 209.046   | 73,24 | 153.096 |
| 1965 | 415.101 | 58,55     | 243.033   | 71,55 | 173.882 |
| 1970 | 459.367 | 61,85     | 284.100   | 92,00 | 261.373 |
| 1975 | 495.097 | 65,63     | 324.950   | 80,00 | 259.952 |
| 1980 | 543.802 | 68,77     | 373.988   | 82,74 | 309.431 |
| 1985 | 597.397 | 72,09     | 430.670   | 85,16 | 366.765 |
| 1990 | 641.057 | 69,87     | 447.926   | 92,22 | 413.082 |
| 2000 | 706.009 | 73,60     | 519.602   | 92,92 | 482.793 |

#### Fortschreibung der Bevölkerung
Nachfolgende Tabelle zeigt die jährliche Bevölkerungsentwicklung nach der Fortschreibung durch das 2007 eingeführte adressierbare Einwohnerregister (ADNKS).
Der Anteil des hauptstädtischen, zentralen Kreises (İlçe Merkez) und der beiden neugebildeten Kreise an der Provinzbevölkerung – einzeln und in Summe sowie der Einwohnerzahl der Stadt (Şehir).
| Jahr                | 2007    | 2008    | 2009    | 2010    | 2011    | 2012    | 2013    | 2014    | 2015    | 2016    | 2017    | 2018    | 2019    | 2020    |
| ------------------- | ------- | ------- | ------- | ------- | ------- | ------- | ------- | ------- | ------- | ------- | ------- | ------- | ------- | ------- |
| Odunpazarı          |         | 342.515 | 351.923 | 358.713 | 365.764 | 368.589 | 371.128 | 376.650 | 383.523 | 391.106 | 399.451 | 404.267 | 413.461 | 415.230 |
| Tepebaşı            |         | 271.732 | 279.982 | 284.927 | 296.704 | 305.632 | 314.599 | 323.631 | 333.553 | 343.701 | 353.179 | 359.303 | 370.150 | 371.303 |
| Summe (2007:Merkez) | 595.157 | 616.255 | 633.914 | 645.650 | 664.479 | 676.233 | 687.740 | 702.295 | 719.091 | 736.823 | 754.647 | 765.588 | 785.630 | 788.553 |
| Provinz             | 724.849 | 741.739 | 755.427 | 764.584 | 781.247 | 789.750 | 799.724 | 812.320 | 826.716 | 844.842 | 860.620 | 871.187 | 887.475 | 888.828 |
| %                   | 82,11   | 83,08   | 83,91   | 84,44   | 85,05   | 85,63   | 86,00   | 86,46   | 86,98   | 87,21   | 87,69   | 87,88   | 88,52   | 88,72   |

## Verkehr

### Schiene

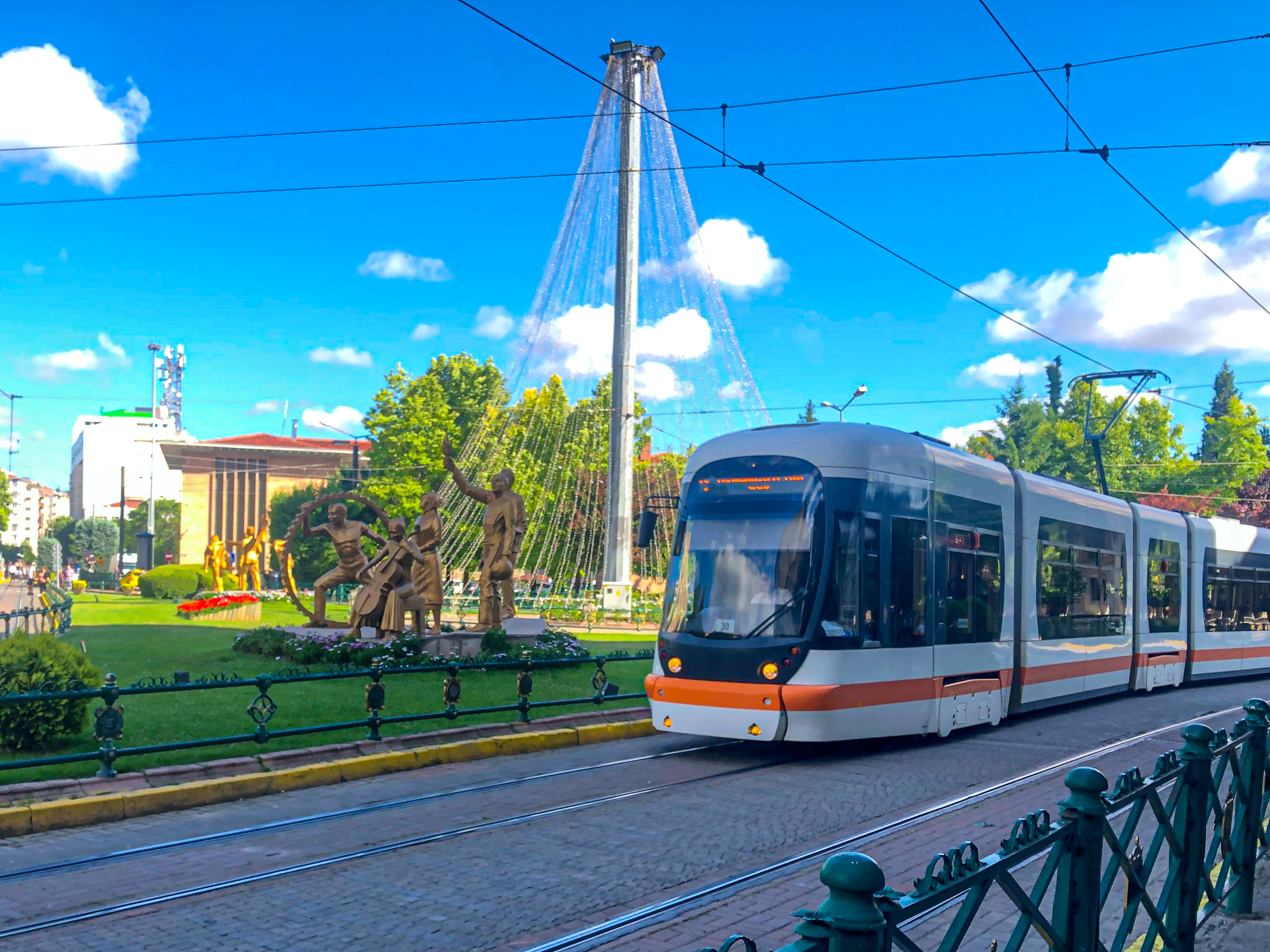
Tram in Eskişehir

Eskişehir liegt an der Anatolischen Eisenbahn und der weitgehend parallel verlaufenden Hochgeschwindigkeitsstrecke Ankara–Istanbul, etwa auf halbem Weg zwischen Istanbul und Ankara. Die von der bautechnisch anspruchsvollsten Strecke (Schleifentunnel von Bilecik) kommende Strecke verzweigt sich hier nach Ankara und Afyonkarahisar.
Am 31. Oktober 1972 ereignete sich hier ein schwerer Eisenbahnunfall: Ein Personenzug und ein Güterzug stießen zusammen, mehrere Wagen stürzten einen Abhang hinunter und gerieten in Brand. Mehr als 30 Menschen starben, 50 weitere wurden verletzt.
Seit 2004 verfügt Eskişehir über eine schmalspurige moderne Straßenbahn, die EsTram. Inzwischen (Stand 2018) sind sieben, mit modernen Niederflur-Triebwagen bediente Linien in Betrieb:

### Straße
Im Gegensatz zu den meisten anderen türkischen Städten entgegnete man dem Verkehrsdruck hier nicht mit weiterem Straßen-, Kreuzungs- und Unterführungsausbau, sondern setzte auf eine fußgängerfreundlichere Gestaltung vor allem der Innenstadt. Zonen, die für den Autoverkehr gesperrt sind, überwiegen, und es gibt Cafés und Restaurants, was die Stadt für Laufkundschaft, Touristen und Einwohner attraktiv macht.
Eskişehir verfügt über einen modernen Omnibusbahnhof (Otogar).

### Flughafen
Der Flughafen Eskişehir-Anadolu wird von Linienfluggesellschaften bedient.

## Wirtschaft
Die Gegend um Eskişehir ist hauptsächlich bekannt durch den Abbau von Sepiolith (Lületaş). In der Innenstadt gibt es zahlreiche Geschäfte, die Meerschaumpfeifen verkaufen, welche hier seit 1700 geschnitzt werden.
In Eskişehir werden durch ein Konsortium, bestehend aus den Firmen Tülomsaş (Drehgestelle), Hiztaz (Wagenkasten) und epa/Kiepe (Elektrik und Klimaanlage) in einem Lok- und Wagenwerk die Fahrzeuge für die Straßenbahn von Gaziantep aus gebrauchten P-Wagen der Straßenbahn Frankfurt am Main umgebaut. Das erste umgebaute Fahrzeug wurde für Probefahrten von Eskişehir nach Konya gebracht, da weder in Eskişehir noch in Gaziantep wegen der fehlenden Infrastruktur ein Probebetrieb der normalspurigen Fahrzeuge durchgeführt werden konnte.
Das Textilunternehmen SARAR hat seinen Sitz in Eskişehir.
Seit Oktober 2013 ist Barry Callebaut mit einer Produktionsstätte in Eskişehir ansässig.

## Bildung
In der Stadt befinden sich die Anadolu-Universität und die Osmangazi-Universität mit insgesamt über 70.000 Studenten.

## Sehenswürdigkeiten
Sehenswert sind unter anderem die Odunpazarı, alte Häuser aus Lehm, im Zentrum der Stadt sowie die Brücke über den Porsuk, ebenfalls in der Stadtmitte.
Museen in Eskişehir:
- Archäologisches Museum
- Meerschaummuseum
- Odunpazarı Modern Müze (OMM), nach Entwurf des japanischen Architekturbüros Kengo Kuma & Associates im Jahr 2019 eröffnetes Museum für zeitgenössische Kunst[13]
- Yunus-Emre-Museum
- Eisenbahnmuseum der TCDD
- Flugzeugmuseum (Havacılık Müzesi)

Parks in Eskişehir:
- Kentpark
- Sazova Parkı

In der Umgebung:
- die antike Stadt Pessinus im Dorf Ballıhisar bei Sivrihisar
- die phrygische Midasstadt (Midas Şehri) bei Seyitgazi
- Thermalquellen von Çardak und Gümele.
- die armenische Hl.-Dreieinigkeits-Kirche in Tepebaşı (heute als „Zübeyde Hanım-Kulturzentrum“ genutzt)

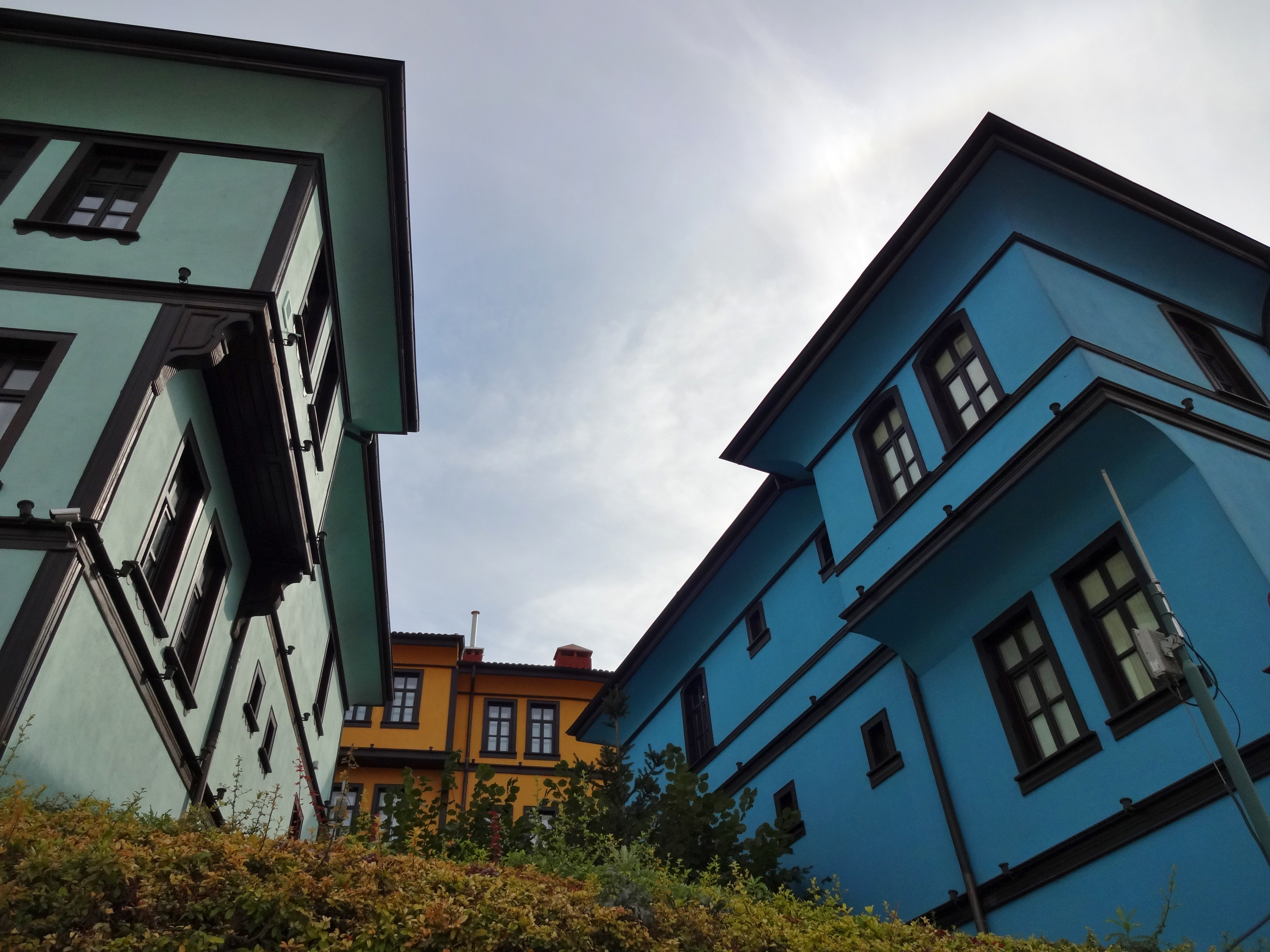
Odunpazarı, Oktober 2012
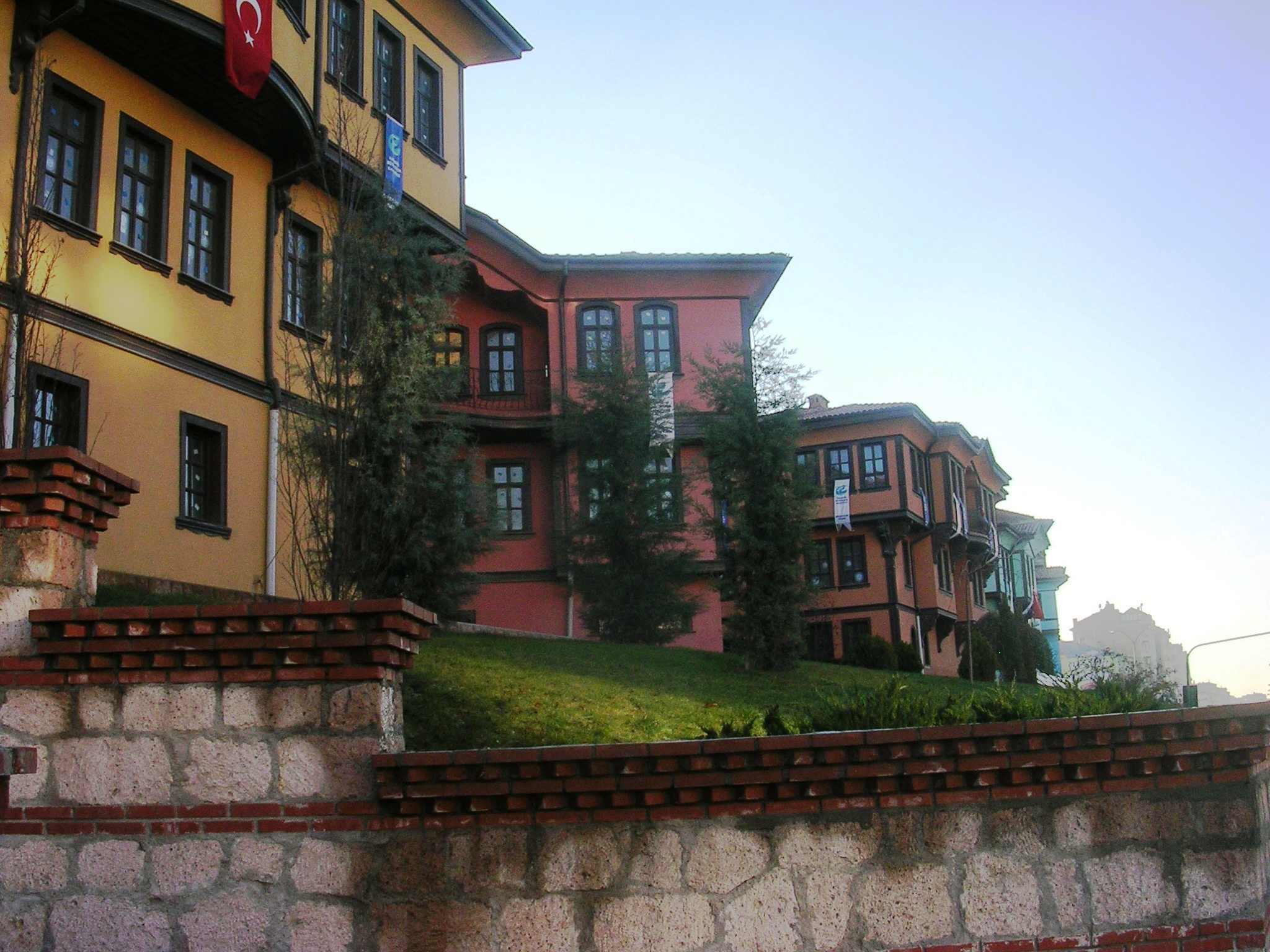
Odunpazarı
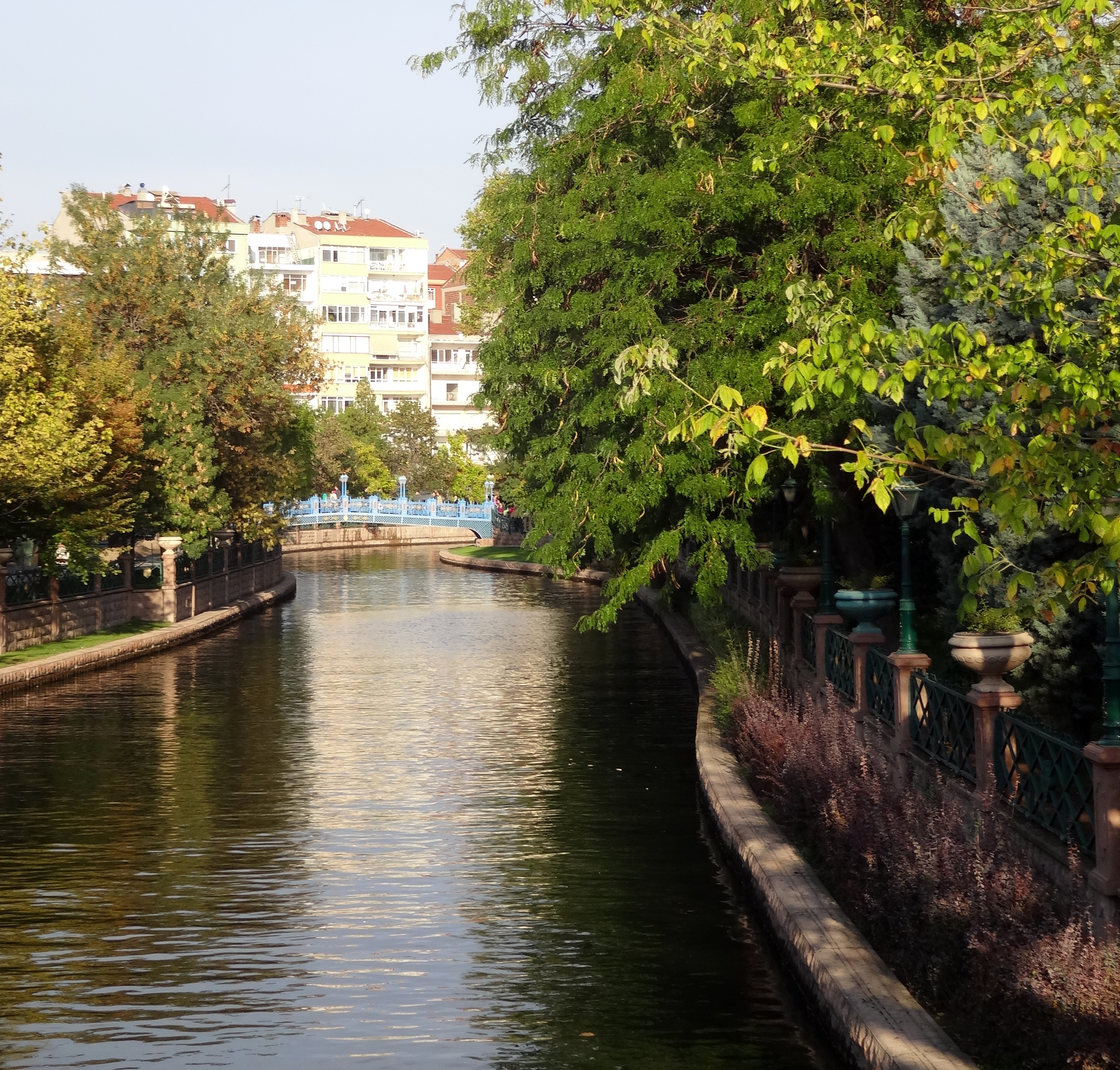
Blick auf den Porsuk, Oktober 2012
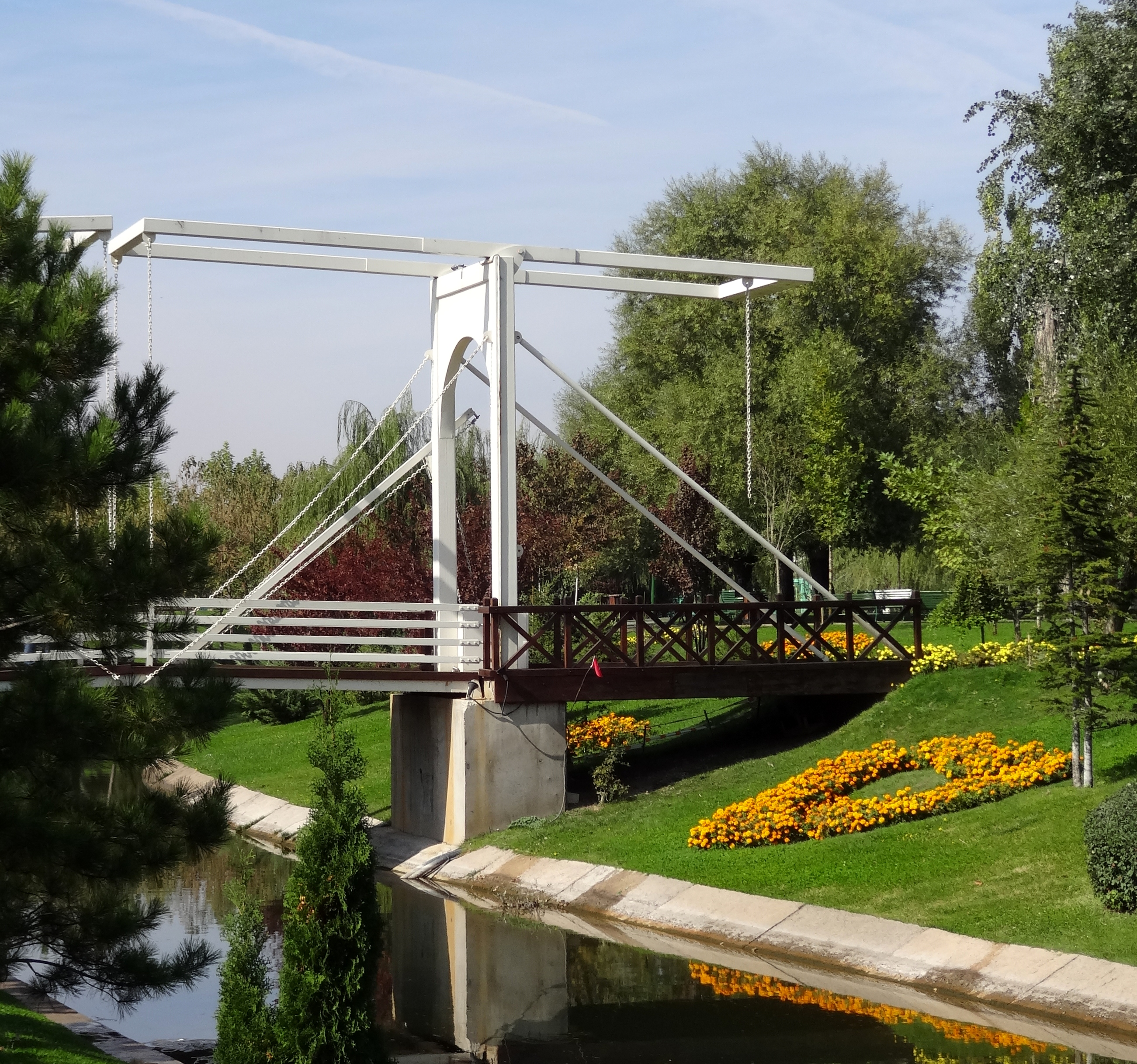
Liebesinsel im Porsuk, Oktober 2012
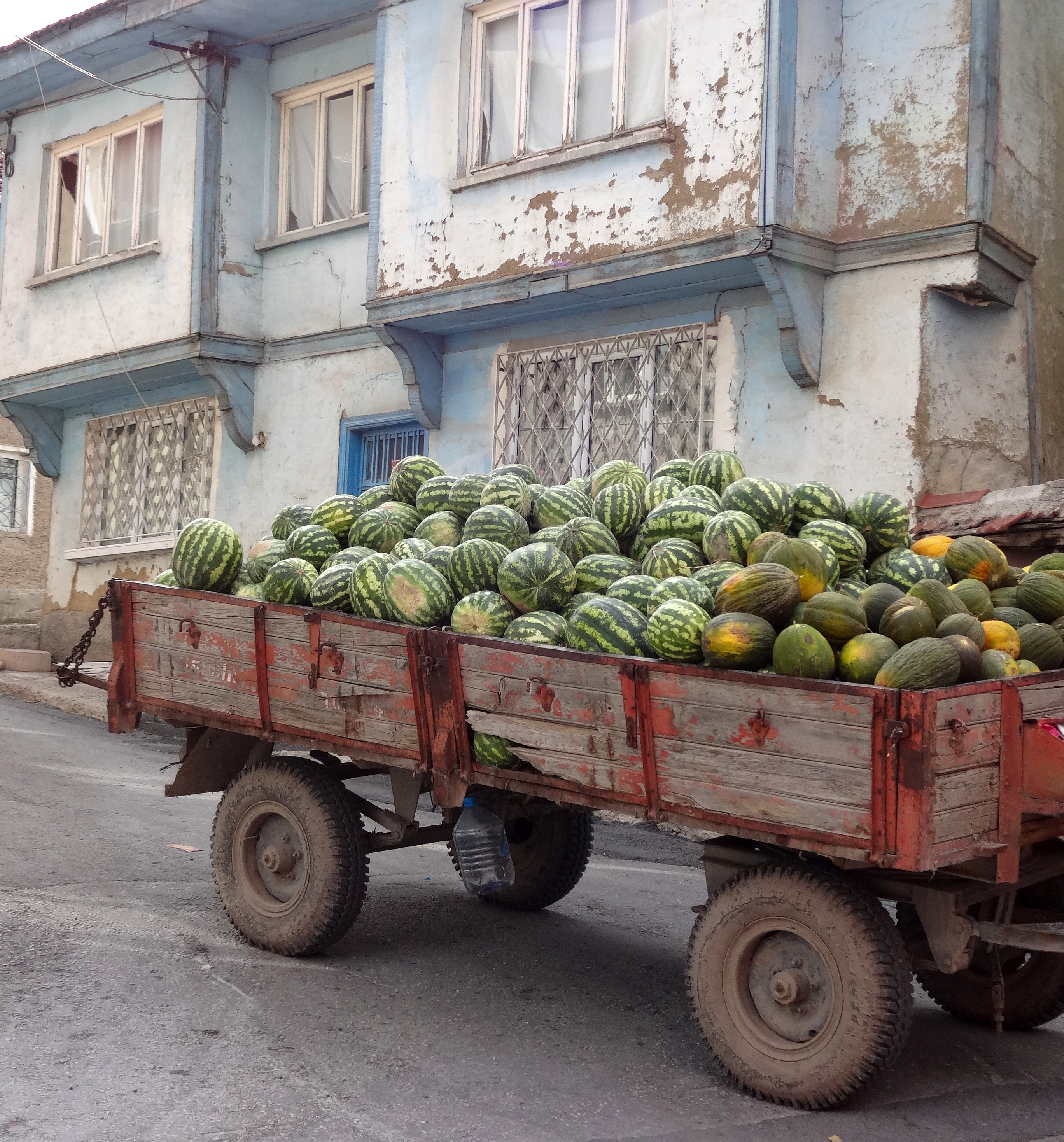
Straßenszene Eskişehir, Oktober 2012

## Persönlichkeiten

### Söhne und Töchter der Stadt
- Eqrem Çabej (1908–1980), albanischer Geschichts- und Sprachwissenschaftler sowie Volkskundler
- Hasan Polatkan (1915–1961), Politiker
- Abdullah Matay (1928–2011), Fußballspieler, Trainer und Manager
- Ergun Ercins (1935–1986), Fußballspieler und -trainer
- Ahmet Gündüz Ökçün (1935–1986), Rechtsgelehrter, Politiker und Außenminister
- Yılmaz Büyükerşen (* 1937), Politiker und Bürgermeister von Eskişehir
- Süreyya Özkefe (1939–2025), Fußballspieler und -trainer
- Bedrettin Dalan (* 1941), Politiker
- Gürer Aykal (* 1942), Dirigent
- Ayhan Aşut (* 1944), Fußballspieler und -trainer
- Fethi Heper (1944–2025), Fußballspieler
- Deniz Erkanat (* 1948), Schauspielerin
- Rasim Kara (* 1950), Fußballtrainer
- Abdurrahman Temel (1950 – zweite Hälfte der 1970er Jahre), Fußballspieler
- Yenal Kaçıra (* 1951), Fußballspieler und -trainer
- Enis Batur (* 1952), Dichter, Romanautor, Essayist und Verleger
- İskender Yediler (* 1953), Bildhauer
- Coşkun Demirbakan (* 1954), Fußballspieler und -trainer
- Mehmet Terzi (* 1955), Langstreckenläufer
- Zeki Sezer (* 1957), Chemieingenieur, ehemaliger Minister
- Serpil Çakmaklı (* 1962), Schauspielerin
- Serhat Güller (* 1968), Fußballspieler und -trainer
- Hüseyin Arda (* 1969), Bildhauer
- Önder Özen (* 1969), Fußballtorhüter und -trainer
- Tuna Kiremitçi (* 1973), Musiker
- Nâlân (* 1973), Sängerin
- Ömer Çatkıç (* 1974), Fußballspieler und -trainer
- Kerem Gönlüm (* 1977), Basketballspieler
- Özgün (* 1979), Popmusiker
- İpek Şenoğlu (* 1979), Tennisspielerin
- Faruk Bayar (* 1981), Fußballspieler
- Görkem Ece Ercan (* 1981), Schauspielerin
- Neslihan Demir (* 1983), Volleyballspielerin
- Mustafa Sevgi (* 1983), Fußballspieler
- Arif Şahin (* 1985), Fußballspieler
- Hüseyin Kar (* 1986), Fußballspieler
- Ersan İlyasova (* 1987), Basketballspieler
- Sinan Ören (* 1987), Fußballtorwart
- Kayacan Erdoğan (* 1988), Fußballtorhüter
- Yunus Özmusul (* 1989), Handballspieler
- Hatice Kübra Yangın (* 1989), Taekwondoin
- Burcu Özberk (* 1989), Schauspielerin
- Onur Bayramoğlu (* 1990), Fußballspieler
- Mahmut Boz (* 1991), Fußballspieler
- Gamze Bulut (* 1992), Langstreckenläuferin
- Dorukhan Toköz (* 1996), Fußballspieler
- Beyzanur Türkyılmaz (* 2001), Handball- und Beachhandballspielerin
- Pınar Akyol (* 2003), Kugelstoßerin

### Persönlichkeiten mit Bezug zur Stadt
- Otto Schönewolf (1879–1908), deutscher Theologe und Archäologe
- Bedros IV. (1870–1940), armenischer Katholikos von Kilikien
- Fehmi Sağınoğlu (1937–2016), Fußballspieler und -trainer
- Vahap Özbayer (* 1943), Fußballspieler und -trainer
- Kamuran Yavuz (* 1947), Fußballspieler und -trainer

## Städtepartnerschaften
- Dschalal-Abad, Kirgisistan, seit 1994
- Gudauta, Georgien, seit 1995
- Kasan, Russland, seit 1995
- Sudak, Ukraine, seit 1998
- Samarkand, Usbekistan, seit 1999
- Paterson, Vereinigte Staaten, seit 2002
- Oral, Kasachstan, seit 2002
- Paju, Südkorea, seit 2006
- Changzhou, Volksrepublik China, seit 2008
- Bodrum, Türkei, seit 2010
- Linz, Österreich, seit 2012
- Frankfurt am Main, Deutschland, seit 2013

## Sportvereine
- Eskişehirspor
- Eskişehir Şekerspor